# Fäßleinsberg
Fäßleinsberg (auch Fesselsberg oder Fäßlesberg genannt) ist eine Wüstung auf dem Gemeindegebiet der Kreisstadt Roth im Landkreis Roth (Mittelfranken, Bayern).

## Geographie
Die Einöde lag 0,7 km westlich von Birkach.

## Geschichte
Fäßleinsberg wurde im 16. Jahrhundert erstmals urkundlich erwähnt. Ein Beleg von 1406 kann dem Ort nicht eindeutig zugeordnet werden.
Im 18. Jahrhundert bestand Fäßleinsberg aus einem Anwesen. Das Hochgericht übte das pfalz-neuburgische Landrichteramt Allersberg aus. Dieses war zugleich Grundherr des Anwesens. Es saß zu dieser Zeit auf dem Anwesen eine Untertansfamilie. Von 1797 bis 1808 unterstand der Ort dem Justiz- und Kammeramt Roth.
Im Rahmen des Gemeindeedikts (frühes 19. Jahrhundert) wurde Fäßleinsberg dem Steuerdistrikt Heuberg und der Ruralgemeinde Birkach zugewiesen. 1964 galt der Ort als unbewohnt und wurde seitdem in den Ortsverzeichnissen nicht mehr aufgelistet. Auf einer topographischen Karte von 1971 wurde der Ort letztmals verzeichnet. Das Gebiet, auf dem Fäßleinsberg stand, wurde am 1. Januar 1975 im Zuge der Gebietsreform in Bayern nach Roth eingegliedert.

### Einwohnerentwicklung
| Jahr      | 001818 | 001836 | 001861 | 001871 | 001885 | 001900 | 001925 | 001950 | 001961 |
| Einwohner | 4      | 12     | 5      | 9      | 9      | 6      | 7      | 5      | 0      |
| Häuser    | 2      | 1      |        |        | 1      | 1      | 1      | 1      | 1      |
| Quelle    | [ 13 ] | [ 2 ]  | [ 14 ] | [ 15 ] | [ 16 ] | [ 17 ] | [ 18 ] | [ 19 ] | [ 9 ]  |

## Religion
Fäßleinsberg war römisch-katholisch geprägt und gehörte zur Kirchengemeinde St. Georg (Göggelsbuch), ursprünglich eine Filiale von St. Johannes der Täufer (Hilpoltstein). Die Einwohner evangelisch-lutherischer Konfession waren nach Eckersmühlen gepfarrt.